# 上澤孝二
上澤 孝二（うえさわ こうじ、1939年6月6日 - ）は、日本の経営者。北海道文化放送社長、会長を務めた。

## 来歴・人物
北海道出身。1962年に弘前大学文理学部を卒業し、同年に北海道新聞社に入社。2003年6月に北海道文化放送に転じ、2004年6月に社長に就任。2008年6月に会長に就任。